# Agora42
agora42 ist ein wirtschaftsphilosophisches Magazin aus Stuttgart, das von den Ökonomen Wolfram Bernhardt und Nazim Cetin sowie dem Philosophen Frank Augustin 2009 im Eigenverlag gegründet wurde. Chefredakteur des Magazins und Geschäftsführer der agora42 Verlagsgesellschaft mbH ist Frank Augustin.
Das Magazin erscheint quartalsweise in Deutschland mit einer Auflage von 8.000 Exemplaren. Im Dezember 2010 wurde Richard David Precht Mitherausgeber, von September 2018 bis September 2021 war er Beiratsmitglied. Als Mitherausgeber folgten Precht im Juni 2013 Birger P. Priddat und seit September 2015 Louis Klein. Seit September 2018 erscheint agora42 ohne externe Herausgeber.
agora42 beschäftigt sich mit wirtschaftlichen und gesellschaftlichen Zusammenhängen, erläutert Grundbegriffe der Ökonomie und Philosophie und will neue Perspektiven aufzeigen. „Wir haben in Deutschland einen großen Schatz an Denkern, der überhaupt nicht genutzt wird. Dabei sind die Grundfragen der Ökonomie philosophische Fragen: Mit welchem Ziel wirtschaften wir? Welche Bedürfnisse soll und kann die Wirtschaft bedienen? Was ist Wohlstand? Was ist gerecht? Und so weiter. Ich glaube, die Philosophie hat heute die Möglichkeit, ihre ganze gesellschaftliche Sprengkraft zu offenbaren.“ Jede Ausgabe ist einem bestimmten Thema gewidmet. „Grafisch-ästhetisch sehr anspruchsvoll“ richte sich agora42 mehr an Leser in der Wirtschaft – und steht daher den ethischen Wirtschaftsjournalen brand eins und enorm näher, als den beiden neuen, populärphilosophischen Journalen, Philosophie Magazin und Hohe Luft. Der Onlineauftritt (Stand 2016) agora42.de nutzt wordpress und issuu zur Bereitstellung ausgewählter Heftinhalte.
Seit 2010 werden Layout und Illustration der agora42 von DMBO – Studio für Gestaltung entwickelt und umgesetzt. Das Cover des Magazins agora42 war mehrmals unter den Top 10 beim Wettbewerb Cover des Monats, im September 2016, Dezember 2020, März 2021 und Juni 2021 erreichte es den ersten Platz. Im November 2011 wurde die agora42 mit dem Titel Kultur- und Kreativpiloten Deutschland 2011 durch die Initiative Kultur- und Kreativwirtschaft der Bundesregierung ausgezeichnet.